# Topadesa
Topadesa is een geslacht van vlinders van de familie visstaartjes (Nolidae), uit de onderfamilie Chloephorinae.

## Soorten
- T. flammans Hampson, 1912
- T. sanguinea Moore, 1882